# 诺切里纳足球俱乐部
诺切里纳足球俱乐部（義大利語：Associazione Sportiva Giovanile Nocerina），是意大利下诺切拉的一个足球俱乐部。曾經参加意大利足球丙一级联赛。

## 歷史
2013-14球季，球隊涉嫌假球，在季中被逐出意大利職業一級足球聯賽（意丙一）。季後，球隊被編入2014-15球季卓越联赛，變相連降兩級（2014-15球季丙一與丙二级联赛合併成意丙）。
2015年，球隊退出联赛。同年，另一隊主場位於坎帕尼亚市的足球俱乐部，改到下诺切拉市，並用「诺切拉市」（義大利語：Città di Nocera）作為名稱出賽。